# Ј
Ј je cirilska črka, ki je po obliki in izgovorjavi enaka latinični črki J. Črko  uporabljajo v srbščini in makedonščini od Karadžićeve pravopisne reforme naprej. Pozneje so to črko začeli uporabljati tudi v azerščini (Azerbajdžan) in v altajščini (Altaj).
Črka Ј se imenuje je.
| tiskano | pisano |
| ------- | ------ |
| Ј ј     | Ј ј    |